# Mathieu Martinez
Pour les articles homonymes, voir Martinez.
Mathieu Martinez, né le 26 mai 1982 à Gérardmer (Vosges), est un spécialiste français du combiné nordique.

## Carrière
En 2002, il est sélectionné pour les Championnats du monde junior pour la première fois et y obtient la médaille d'argent à la mass-start par équipes. Il fait ses débuts en Coupe du monde en mars de la même année et termine huitième de sa deuxième course, le sprint de Lahti. Il découvre les Championnats du monde en 2003, où sa dix-huitième place au sprint restera sa meilleure performance individuelle en mondial.
Mathieu Martinez connait le plus de succès dans la Coupe du monde B, compétition dont il a remporté sept épreuves.
Il termine sa carrière à l'issue de la saison 2007-2008.
Il est maintenant professeur de ski à l’ESF dans la station de Bresse dans les Vosges.

## Palmarès

### Championnats du monde
| Épreuve / Édition | Épreuve / Édition | Val di Fiemme 2003 | Oberstdorf 2005 | Sapporo 2007 |
| Sprint            | Sprint            | 18e                | 20e             | 22e          |
| Gundersen         | Gundersen         | 23e                |                 | 28e          |
| Par équipes       | Par équipes       | 7e                 |                 | 6e           |

### Coupe du monde
- Meilleur classement général : 25e en 2003.
- Meilleur résultat individuel : 8e.

#### Classement par année
- 2002 : 47e
- 2003 : 25e
- 2004 : 37e
- 2005 : 29e
- 2006 : 48e
- 2007 : 38e
- 2008 : 42e

### Coupe du monde B
- Vainqueur de sept épreuves.

### Championnat de France
- Il remporte le titre de champion de France en 2005.